# Chris Hipkins
Christopher John Hipkins (Wellington, 5 de setembro de 1978) é um político neozelandês e líder do Partido Trabalhista, que serviu como Primeiro-ministro da Nova Zelândia de janeiro a novembro de 2023. Hipkins também atuou como Ministro da Educação, Ministro da Polícia, Ministro da Função Pública e Líder da Câmara. Ele serviu como membro do Parlamento para Remutaka desde a eleição de 2008. Ele se tornou uma figura proeminente como resultado da pandemia de COVID-19 na Nova Zelândia, servindo como Ministro da Saúde de julho a novembro de 2020, e como Ministro da Resposta à COVID-19 de novembro de 2020 a junho de 2022.
Em 21 de janeiro de 2023, Hipkins se tornou o único candidato a suceder a Jacinda Ardern como líder do Partido Trabalhista. Ele se tornou o líder do partido em 22 de janeiro de 2023 e foi escolhido pela governadora-geral como o 41.º primeiro-ministro da Nova Zelândia, assumindo o cargo em 25 de janeiro de 2023.

## Início de vida
Hipkins nasceu no Vale de Hutt, em Wellington, em 1978. Sua mãe é Rosemary Hipkins, pesquisadora-chefe do Conselho de Pesquisa Educacional da Nova Zelândia. Ele frequentou a Escola Primária de Waterloo e a Hutt Intermediate. Ele foi monitor-chefe da Faculdade Memorial do Vale de Hutt (mais tarde conhecida como Faculdade de Petone), em 1996. Hipkins concluiu o Bacharelado em Política e Criminologia na Universidade Victoria de Wellington, onde foi presidente estudantil em 2000 e 2001. Em setembro de 1997, como estudante do primeiro ano, Hipkins foi uma das dezenas de pessoas que foram presas enquanto protestavam contra o Projeto de Lei Verde da Revisão Terciária no Parlamento. O assunto foi aos tribunais e, 10 anos depois, um pedido de desculpas e um prêmio de mais de 200 000 dólares foram divididos entre os 41 manifestantes. O juiz determinou que, apesar das alegações da polícia de que os manifestantes eram violentos, o protesto foi pacífico e não havia motivo para prisão.
Depois de se formar, Hipkins teve vários empregos, inclusive como consultor de políticas para a Industry Training Federation, e como gerente de treinamento da Todd Energy em Taranaki. Hipkins também trabalhou no Parlamento como conselheiro de Trevor Mallard e Helen Clark.

## Carreira parlamentar
Hipkins foi escolhido para concorrer à cadeira trabalhista de Rimutaka (rebatizada de Remutaka em 2020) nas eleições gerais de 2008, após a aposentadoria de Paul Swain. Ele disputou a seleção trabalhista pelo sindicalista Paul Chalmers, que tinha o apoio de Swain. Sua escolha fazia parte da intenção da primeira-ministra Helen Clark de rejuvenescer o partido, com Hipkins de 29 anos vencendo Chalmers de 54 anos. Em sua primeira eleição, Hipkins ganhou a cadeira com uma maioria de 753, e manteve confortavelmente o eleitorado em cada tentativa subsequente, de 2011 a 2020. Nas eleições gerais de 2020, ele teve a maior maioria de qualquer candidato bem-sucedido, atrás apenas da primeira-ministra Jacinda Ardern.
Durante os primeiros nove anos da carreira parlamentar de Hipkins, o Partido Trabalhista formou a Oposição oficial. Em seu primeiro mandato, Hipkins foi porta-voz do Partido Trabalhista para assuntos internos e membro dos comitês do parlamento para administração governamental, governo local e meio ambiente e transporte e infraestrutura. Em maio de 2010, seu Projeto de Emenda de Eletricidade (Preferências Renováveis) foi retirado da cédula do membro. O projeto de lei teria restabelecido a proibição da geração térmica de eletricidade que havia sido imposta pelo governo trabalhista anterior em setembro de 2008, antes de ser revogada pelo novo governo nacional em dezembro de 2008, mas foi derrotada em sua primeira leitura em junho.

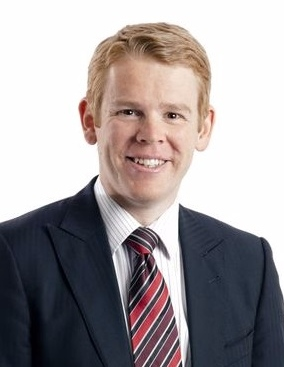
Hipkins em 2011

No segundo mandato de Hipkins, ele foi promovido ao Gabinete paralelo do Partido Trabalhista como porta-voz dos serviços estatais e educação do novo líder David Shearer. Ele também tornou-se o Líder da Bancada do Partido Trabalhista pela primeira vez. Como porta-voz da educação, Hipkins foi franco em sua oposição à implementação de escolas charter – escolas que recebiam financiamento do governo semelhante às escolas estaduais, mas estavam sujeitas a menos regras e regulamentos do Ministério da Educação – pelo governo nacional na Nova Zelândia. Ele continuou como porta-voz da educação sob os líderes subsequentes David Cunliffe, Andrew Little e Jacinda Ardern. Sob o comando de Little e Ardern, Hipkins também foi o Líder Sombra da Casa.
Em abril de 2013, ele votou a favor da Lei de Emenda do Casamento (Definição de Casamento), que legalizou o casamento entre pessoas do mesmo sexo na Nova Zelândia. No final de 2015, Hipkins recebeu ameaças veladas, incluindo uma ameaça de morte, por expressar suas preocupações sobre um painel publicitário anunciando armas. Em abril de 2016, seu Projeto de Emenda à Educação (Abolição das Escolas Charter) foi elaborado a partir da votação dos membros. Foi derrotado em sua primeira leitura em novembro.

## Carreira ministerial
Como parlamentar trabalhista sênior, Hipkins foi uma figura-chave no Sexto Governo Trabalhista. Entre 2017 e 2023 foi o sexto ministro do Governo do Partido Trabalhista e foram-lhe atribuídas as funções de Ministro da Educação, Ministro da Função Pública e Líder da Câmara. Mais tarde, foi considerado um "consertador" (fixer) e recebeu responsabilidades adicionais como Ministro da Saúde e Ministro da Resposta à COVID-19 durante a pandemia de COVID-19 na Nova Zelândia e, posteriormente, como Ministro da Polícia. A seguir, emergiu como o "candidato de consenso" do Partido Trabalhista em a eleição de liderança em janeiro de 2023, desencadeada pela renúncia e aposentadoria de Jacinda Ardern.

### Primeiro mandato (2017–2020)
Hipkins foi eleito como ministro do gabinete pelo Partido Trabalhista após a formação de um governo de coalizão Partido Trabalhista-Nova Zelândia em Primeiro, conhecida como Sexto Governo Trabalhista, apoiado pelo Partido Verde. Mais tarde, foi anunciado que ele serviria como Ministro da Educação.
Como Ministro da Educação, Hipkins apoiou a abolição dos Padrões Nacionais e das escolas charter na Nova Zelândia, que eram apoiadas pelo governo nacional anterior. Ele também sinalizou uma revisão do sistema de certificação do ensino médio do National Certificate of Educational Achievement (NCEA). No entanto, Hipkins esclareceu que o Ministério da Educação continuaria a financiar o Estudo Nacional de Monitoramento do Desempenho dos Alunos e a Ferramenta de Progresso e Consistência (PaCT) da Universidade de Otago. O anúncio do governo de que fecharia as escolas charter atraiu críticas dos partidos de oposição Nacional e do ACT. No início de 2018, Hipkins introduziu uma legislação que impedia a criação de novas escolas charter, ao mesmo tempo em que permitia que as escolas charter existentes fossem convertidas em escolas de caráter especial. Em setembro de 2018, todas as doze escolas charter haviam feito a transição com sucesso para se tornarem escolas de caráter especial e integradas ao estado.

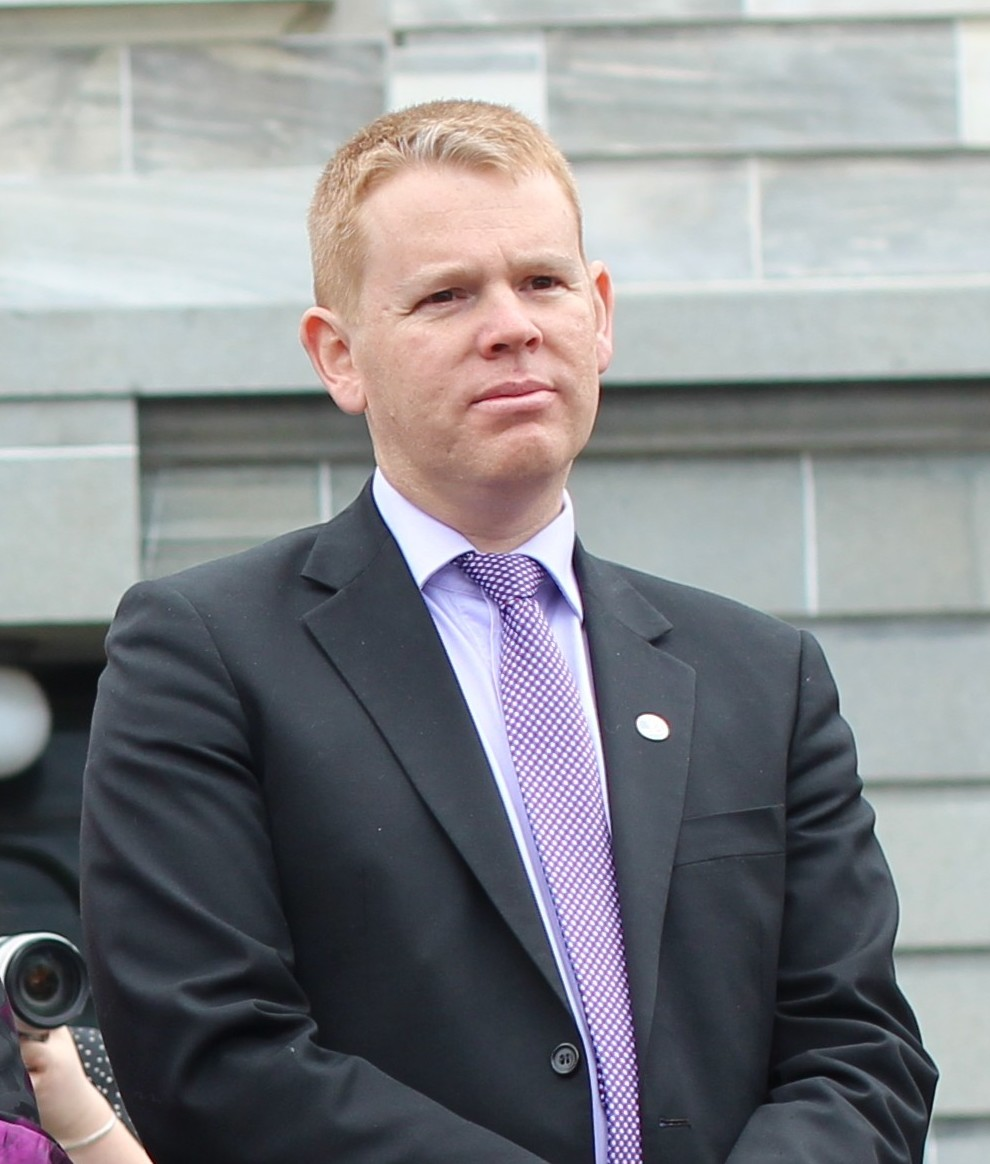
Hipkins no comício do Instituto Educacional da Nova Zelândia, do lado de fora do Parlamento, em 15 de agosto de 2018

Em dezembro de 2018, Hipkins rejeitou uma recomendação do Conselho da Universidade Victoria de Wellington para renomear a universidade como "Universidade de Wellington", citando a forte oposição à mudança de nome de funcionários, alunos e ex-alunos. Hipkins disse que "não estava convencido de que a universidade havia se envolvido suficientemente com as partes interessadas, que deveriam ter suas opiniões consideradas".
Em fevereiro de 2019, Hipkins propôs a fusão dos 16 politécnicos do país em um Instituto de Habilidades e Tecnologia da Nova Zelândia para combater os déficits e o declínio das matrículas domésticas. Esse proposto Instituto de Habilidades e Tecnologia também assumirá os programas vocacionais e de aprendizagem do país. Embora o Sindicato do Ensino Terciário, o Sindicato dos Empregadores e Fabricantes e a Câmara de Comércio dos Empregadores de Canterbury tenham expressado apoio à proposta do governo, isso foi criticado pelo Partido Nacional de oposição, pelo CEO do Southern Institute of Technology, Penny Simmonds, e pelo prefeito de Invercargill, Tim Shadbolt. Em resposta aos atentados de Christchurch, Hipkins estendeu o prazo de apresentação politécnica para 5 de abril de 2019.
No início de maio de 2019, Hipkins anunciou que o governo investiria 95 milhões de dólares neozelandeses para treinar 2 400 novos professores estagiários por meio de mais bolsas de estudo e colocações, novos programas de formação de professores baseados em empregos, e bolsas de estudo baseadas em iwi, nos próximos quatro anos para abordar a falta de professores. Essas medidas foram criticadas como inadequadas pela Associação de Professores Pós-Primários e pelo porta-voz educacional do Partido Nacional, Nikki Kaye.
Em 1 de agosto de 2019, Hipkins reafirmou o plano do Governo de fundir todos os politécnicos numa única entidade em abril de 2020. Além disso, ele anunciou que o governo substituiria todas as 11 organizações de treinamento industrial (ITOs) por quatro a sete conselhos de desenvolvimento da força de trabalho que seriam criados até 2022 para influenciar a educação e o treinamento vocacional. Embora os politécnicos tenham sido cautelosamente otimistas sobre as mudanças, apesar das preocupações com a perda de sua autonomia, as ITOs e o porta-voz do ensino superior da National, Shane Reti, opuseram-se a essas mudanças, alegando que prejudicariam o sistema de treinamento vocacional e causariam perdas de empregos. Em 2022, a fusão começou a apresentar dificuldades, incluindo baixas matrículas, grandes déficits e demissões de funcionários antigos.
Após a renúncia de David Clark como Ministro da Saúde em 2 de julho de 2020, a primeira-ministra Jacinda Ardern nomeou Hipkins como Ministro interino da Saúde, que ficou no cargo até a realização das eleições gerais na Nova Zelândia em 2020.

### Segundo mandato (2020–2023)
Hipkins foi reeleito para a cadeira de Remutaka durante as eleições gerais na Nova Zelândia em 2020. Ele derrotou o candidato nacional Mark Crofskey por uma margem final de 20 497 votos.
No início de novembro de 2020, Hipkins manteve seu cargo como Ministro da Educação. Ele também foi designado Ministro da Resposta à COVID-19 e Ministro do Serviço Público.
Em 31 de janeiro de 2022, Hipkins, na qualidade de Ministro da Resposta à COVID-19, emitiu uma declaração de que o governo havia oferecido à jornalista da Nova Zelândia retida no Afeganistão, Charlotte Bellis, um lugar sob os critérios de alocação de emergência para viajar para a Nova Zelândia em um período de 14 dias. No entanto, ele também afirmou que Bellis havia indicado que não pretendia viajar até o final de fevereiro e que o sistema de Isolamento e Quarentena Controlados (MIQ) a havia aconselhado a considerar adiar seus planos de viagem. Ele também confirmou que a assistência consular da Nova Zelândia havia se oferecido duas vezes para ajudá-la a retornar do Afeganistão em dezembro de 2021. Bellis era uma jornalista da Al Jazeera que havia deixado o Catar após engravidar devido à lei do Estado do Golfo que criminaliza a gravidez de mulher não casada. Bellis havia viajado para o Afeganistão, onde ela e seu parceiro tinham vistos que os permitiam morar lá. Devido às rígidas políticas de fronteira pandêmicas da Nova Zelândia, Bellis lutou para garantir um lugar no sistema MIQ.
Hipkins foi criticado pelo advogado de Bellis, Tudor Clee, por supostamente violar a privacidade de seu cliente ao compartilhar detalhes pessoais sobre suas circunstâncias e indicou que ele estava considerando "opções legais". Em resposta, Bellis afirmou que não deu consentimento a Hipkins para compartilhar suas informações e contestou os fatos em sua declaração. Os membros nacionais e do ACT do Parlamento, Bishop e Seymour, também criticaram as ações de Hipkins, afirmando que eram "impróprias" para um Ministro da Coroa. Em 22 de junho de 2022, Hipkins desculpou-se publicamente por divulgar informações pessoais sem o consentimento de Bellis e por fazer comentários imprecisos sobre a viagem de Bellis ao Afeganistão e a oferta de assistência consular. Como resultado, Bellis e seu parceiro Jim Huylebroek sofreram abuso online. Hipkins já havia se desculpado em particular com Bellis em meados de março de 2022.
Em uma remodelação em junho de 2022, Hipkins foi transferido de seu cargo como Ministro da Resposta à COVID-19 e substituiu Poto Williams como Ministro da Polícia.
Em setembro de 2022, Hipkins se desculpou com o ex-ministro das Finanças Bill English por sugerir que ele havia concedido contratos governamentais favoráveis a seus irmãos.  Hipkins fez essas observações durante uma conversa sobre a concessão de contratos governamentais ao marido da ministra das Relações Exteriores Nanaia Mahuta, Gannin Ormsby.

## Primeiro-ministro

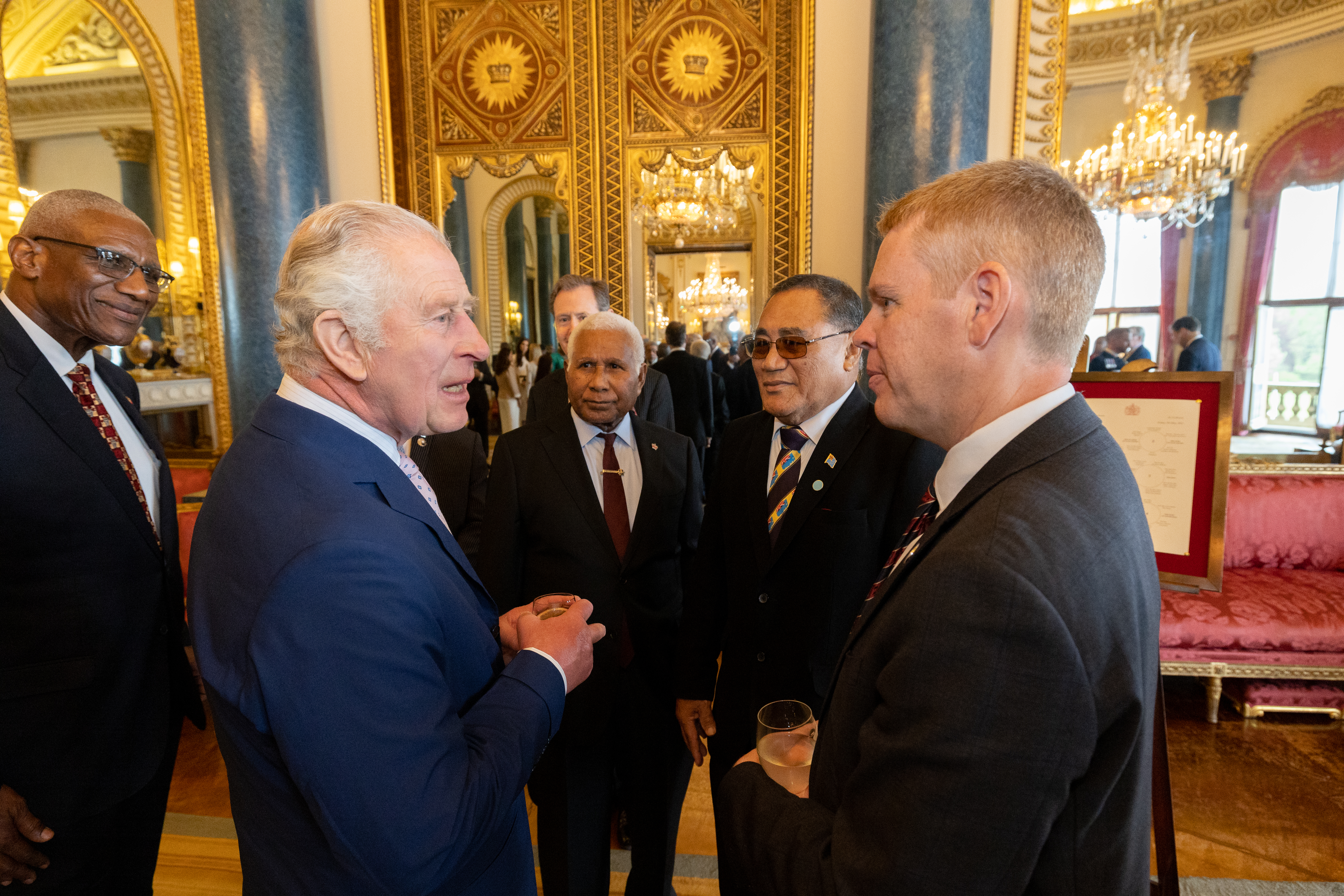
Hipkins com o rei Carlos III em 2023.

Jacinda Ardern anunciou sua renúncia ao cargo de líder do Partido Trabalhista em entrevista coletiva em 19 de janeiro de 2023, afirmando que não tinha mais energia suficiente para as exigências do cargo. Ela indicou que renunciaria formalmente até 7 de fevereiro de 2023.
Hipkins foi confirmado como o único indicado logo após o encerramento das indicações às 9h, horário local, do dia 21 de janeiro. O site de notícias Stuff relatou que Kiri Allan, o Membro do Parlamento (MP) da Costa Leste e Ministro da Justiça que havia sido especulado pela mídia como um candidato alternativo, foi um dos sete MP's que o indicaram. Hipkins já havia hesitado quando questionado sobre suas aspirações de liderança, afirmando que apoiaria qualquer candidato a que o Partido Trabalhista pudesse "chegar a um consenso". Em um standup da mídia fora do Parlamento às 13h, horário local, em 21 de janeiro, Hipkins comentou que descobriu que havia emergido como aquele candidato de consenso quando "a porta do avião [que ele havia embarcado para um voo para Wellington] estava fechando", deixando-o incapaz de responder às suas mensagens por 40 minutos. A reunião formal que confirmou Hipkins como líder ocorreu às 13h, horário local, em 22 de janeiro de 2023. A vice-primeira-ministra de Hipkins foiCarmel Sepuloni, a primeira mulher de etnia Pasifika a ocupar o cargo. Ele permaneceu no cargo até novembro de 2023.

## Vida pessoal
Hipkins foi casado com Jade em uma cerimônia realizada na Premier House, Wellington, em 2020; Grant Robertson foi seu padrinho. Quando ele tirou uma licença de paternidade estendida para o nascimento de seu segundo filho em 2018, ele foi um dos primeiros-ministros seniores do sexo masculino a fazê-lo. Hipkins e sua esposa separaram-se em 2022; eles têm dois filhos juntos.
Ele é conhecido por gostar de enroladinhos de salsicha e Coca-Cola Zero.